# Spatholobus parviflorus
Spatholobus parviflorus är en ärtväxtart som först beskrevs av Dc., och fick sitt nu gällande namn av Carl Ernst Otto Kuntze. Spatholobus parviflorus ingår i släktet Spatholobus och familjen ärtväxter. IUCN kategoriserar arten globalt som livskraftig. Inga underarter finns listade i Catalogue of Life.